# Maria Isabel da França
Maria Isabel de Valois-Angoulême  (em francês: Marie-Élisabeth; Palais du Louvre, 27 de outubro de 1572 — Hôtel d’Anjou, 2 de abril de 1578) foi uma filha da França.
Ela era a filha única do rei Carlos IX de França, membro da Casa de Valois, e de sua consorte Isabel da Áustria, proveniente da Casa de Habsburgo e filha de Maximiliano II, Sacro Imperador Romano-Germânico. Maria Isabel foi batizada em 2 de fevereiro de 1573. Sua madrinha foi a rainha Isabel I da Inglaterra.
Viveu no Palácio de Amboise, tendo morrido em Paris, aos cinco anos de idade.